# Eugeen Laridon
Eugène Omer Laridon (Diksmuide, 16 november 1929 - Kortrijk, 20 oktober 1999) was hulpbisschop van Brugge en titulair bisschop van Tiges.

## Familie
Laridon stamde uit een notabele familie in Diksmuide. Zijn broer Hendrik Laridon was er burgemeester van 1973 tot 2000 en diens dochter Lies Laridon van 2007 tot 2024. Een oom van hem, Valère Laridon, werd pastoor-deken van de Onze-Lieve-Vrouwekerk in Brugge en een neef, Henk Laridon (° 1964), was directeur in het Grootseminarie in Brugge en is deken in Waregem.

## Licht en Ruimte
Eugeen Laridon werd priester gewijd in 1954. Eerst was hij leraar aan het Onze-Lieve-Vrouwecollege in Oostende. Van 1962 tot 1994 was hij de bezielende gouwproost van KSA. Hij was ook algemeen proost van het Jeugdverbond voor Katholieke Actie. 
Hij werd de oprichter en de directeur van het Centrum Licht en Ruimte in Roeselare, waarvan hij van 1964 tot 1994 de directeur bleef. De hoofdzetel van heel wat activiteiten binnen het bisdom Brugge was er gevestigd: de jeugdbewegingen, Caritas, de Parochiepastoraal enz. De voormalige School voor Maatschappelijk dienstbetoon, eerst gevestigd in de Leenstraat in Roeselare verhuisde ook naar Licht en Ruimte, maar niet voor lang. Laridon fuseerde de sociale scholen van Roeselare en van Kortrijk tot het Ipsoc, het Instituut voor Psychosociale Opleiding, met vestiging in Kortrijk.
In 1969 werd hij vicaris voor de pastoraal. 

## Hulpbisschop
In 1976 werd hij tot hulpbisschop en vicaris-generaal van het bisdom Brugge benoemd en door Emiel-Jozef De Smedt, tot bisschop gewijd. Hij was de stuwende kracht achter de jeugdpastoraal, de evangelisatiewerking en het mediabeleid, de inspirator van de Vlaamse Kerkdagen en van de Kerkivals van het bisdom Brugge. Als wapenspreuk koos Eugeen Laridon: Adiutores gaudii vestri (Helpers van Uw vreugde).
Als vicaris-generaal was Laridon verantwoordelijk voor media, cultuur, toerisme, de dienst voor evangelisatie en roepingenpastoraal. Hij was verantwoordelijk voor de persdienst en zat de redactieraad van het blad Ministrando voor.
Binnen de Belgische bisschoppenconferentie was hij onder meer referent voor de media, cultuur en nieuwe evangelisatie. Voorts was hij voorzitter van de interdiocesane commissie voor media en cultuur, van het studiecentrum voor zielzorg en van de redactieraad van Kerk en Leven. Hij was ook mee verantwoordelijk voor de samenstelling van de leerplannen godsdienstonderwijs.
Eugeen Laridon schreef diverse pastorale en religieuze teksten. 
Hij stierf aan de gevolgen van een slepende ziekte en werd, na de uitvaartplechtigheid in de Brugse Sint-Salvatorskathedraal, begraven op het kerkhof van Diksmuide.
Roeselare heeft een Mgr. Eugeen Laridonstraat.

## Dichter
Laridon was geen zeer productief maar een niet onverdienstelijk dichter. Een van zijn gedichten:
Vrienden zijn als bomen
Vrienden zijn als bomen
Vrienden
zijn als bomen,
ze wachten
tot je nog eens langs komt
en ze zijn onverstoorbaar
als je wegblijft.
Ook na maanden afwezigheid,
kan je de draad
weer opnemen,
omdat ondertussen
niets werd  afgebroken.
Vrienden
zijn als bomen
op een goede afstand
van elkaar geplant.
Zo moeten ze elkaar niets betwisten,
ze kennen ook geen afgunst
maar nodigen wel elkaar uit
om hoger te groeien.
Vrienden
zijn als bomen
en bomen buigen niet
maar wuiven.

## Publicaties
- Het leven is ritme
- Vrienden zijn als bomen
- 52 X houvast
- Bidden in de huiskring
- Omdat zijn woord een ja-woord was, Tielt, Lannoo, 2001 (Een bundeling teksten van en afscheidsbrieven aan monseigneur Laridon).